# Tilia integerrima
Tilia integerrima är en malvaväxtart som beskrevs av Hung T. Chang. Tilia integerrima ingår i släktet lindar, och familjen malvaväxter. Inga underarter finns listade i Catalogue of Life.